# Hervormde kerk (Driel)
De Hervormde kerk is een kerkgebouw in het Nederlandse dorp Driel, provincie Gelderland. De kerk wordt gebruikt door de Protestantse Gemeente Driel.

## Geschiedenis
De aan Maria gewijde kerk van Driel was oorspronkelijk een dochterkerk van Oosterbeek. In 1455 werd Driel een eigen kerspel. In 1467 werd de kerk vermeld in een rekening van de Utrechtse Dom. Van 1603 tot 1837 was de kerk verbonden met de kerk van Elden.
In 1868 werd de begraafplaats in gebruik genomen.
Na een blikseminslag brandden de kerk en de toren in 1915 volledig uit. Een jaar later was het gebouw weer hersteld.
Tijdens de Tweede Wereldoorlog liep de kerk opnieuw schade op. Zo werd een deel van het dak vernield, was de torenspits door granaten getroffen en was het gemetselde gewelf van het koor ontwricht geraakt. Ook hadden de muren schade opgelopen. In 1946 werd de schade hersteld, waarbij de topgevel van het koor opnieuw opgebouwd moest worden.
Van 1963-1966 en 2002-2003 volgden restauraties.
In 1971 werden zowel het kerkgebouw als de toren ingeschreven in het rijksmonumentenregister.

## Beschrijving
De kerktoren bestaat uit drie geledingen. Er zijn aanwijzingen gevonden van een oudere, maar smallere voorganger. De huidige toren kent een romaanse opbouw, maar lijkt desondanks niet ouder te zijn dan de 15e eeuw. De torenspits is met leisteen bekleed en bestaat uit een vierzijdig dak dat overgaat in een achtzijdige spits. De kerkklok is tijdens de Tweede Wereldoorlog gevorderd door de Duitse bezetter; in 1950 is een nieuwe klok gegoten en in de toren gehangen.
Het eenbeukige schip is opgebouwd uit baksteen die onregelmatig is gemetseld en uit twee bouwdelen bestaat. Het onderste deel dateert mogelijk uit de 14e eeuw. Een eeuw later zal het schip zijn verhoogd, waarbij de oude (laag zittende) vensters zijn dichtgemetseld. In 1915 is in het westelijke deel van het schip een muur geplaatst, zodat een consistoriekamer werd gecreëerd. Boven deze kamer bevindt zicht het orgel. Het dak is met leisteen bedekt.
Het koor is in de 15e eeuw toegevoegd en steekt hoog boven het schip uit. In het koor staat een preekstoel uit 1714, die in 1916 is aangekocht van een antiquair. Oorspronkelijk komt deze preekstoel uit de Augustijnenkerk in het Belgische Hasselt. Aan de noordzijde van het koor is in de jaren 1963-1966 een nieuwe consistorie gebouwd.
Het orgel is in 1902 gebouwd door de Engelse bouwer Conacher voor een kerk in Pontrhydyfen (Wales). Toen deze kerk werd gesloten, besloot de kerkgemeente van Driel om het orgel aan te kopen en naar Nederland te verhuizen. In 2003 is het orgel in Driel geplaatst.